# Carlos Castro Saavedra

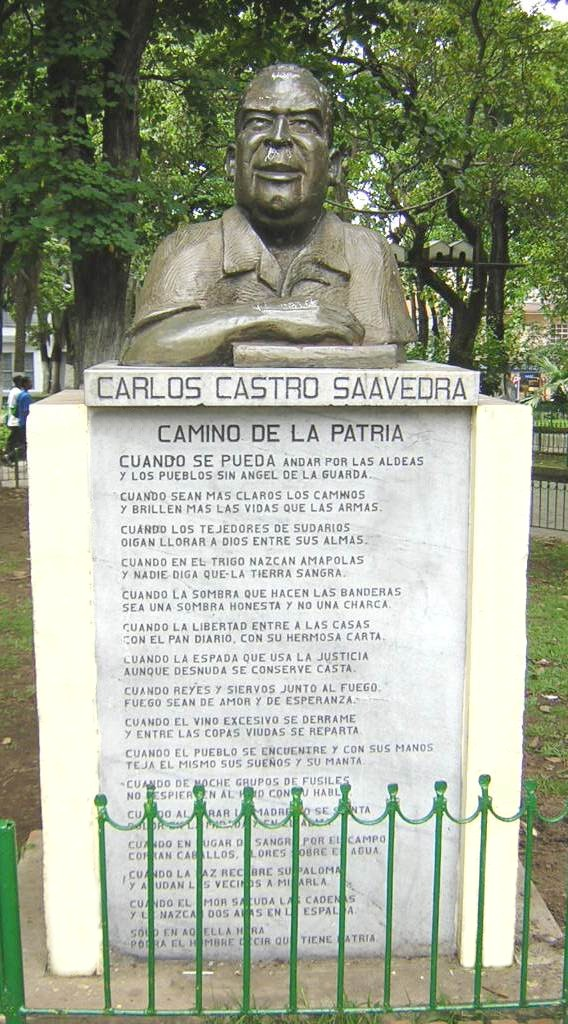
Busto de Carlos Castro Saavedra, ubicado en El Parque de Boston, Medellín, Colombia. Bajo este busto se encuentra su poema Camino de la Patria

Carlos Castro Saavedra (Medellín, Colombia, 10 de agosto de 1924 - 3 de abril de 1989) fue un poeta colombiano.
Estudió en el Liceo La Paz (I.E) de Envigado y en el Liceo de la Universidad de Antioquia. Desde muy joven escribió poesías que eran publicadas en los diarios y revistas de la ciudad. Sus primeros libros fueron Fusiles y luceros, en 1946, Mi Llanto y Manolete, en 1947, y 33 poemas, en 1949. Vendrían luego otros 17 libros de poemas. Castro Saavedra consolidó la poesía nacional de alto vuelo en Colombia, su obra está inspirada en la línea de Pablo Neruda. Gran cantor del dolor humano, el amor, la insatisfacción, la patria y la naturaleza.y fue compositor de música
Con el poema Plegaria de América obtuvo un premio en Berlín, que años más tarde le granjearía, a nivel nacional, el premio Germán Saldarriaga del Valle. El gran reconocimiento a su obra se dio con el homenaje nacional que el gobierno le rindió entonces. El acto tuvo lugar en la Biblioteca Pública Piloto de Medellín el 23 de abril de 1986. 
Se exaltó entonces el gran aporte que hizo a la literatura Colombiana. Castro es considerado el poeta de la paz, ya que recrea la muerte, pero que establece la existencia de la esperanza hacia una vida mejor. Su producción literaria fue variada, abarcando diversos géneros literarios como la poesía, la prosa, la novela, el teatro, la literatura infantil y el periodismo.
Escribió la letra de los himnos de muchas instituciones colombianas como la Universidad Gran Colombia de Bogotá, la Universidad de Medellín, el Ingenio Riopaila del Valle del Cauca al igual que el himno del cooperativismo colombiano, el himno al municipio de San Roque - Antioquia, entre otros. En 1985 creó el Concurso de Cuentos "Jorge Zalamea". En 1990 ese certamen tomó el nombre de su fundador. Actualmente hay un centro educativo en su memoria en La Estrella, Antioquia. Además otro gran centro educativo toma su nombre en Puerto Caldas, Risaralda.

## Aportes a la literatura colombiana
Se exaltó entonces el gran aporte que hizo a la literatura colombiana. Castro es el poeta de la violencia, recrea la muerte, pero para dejar que fluya la voz de la esperanza hacia una vida mejor. Siguió un camino opuesto al de sus compañeros de generación, quienes saturaron sus obras de temas metafísicos, mientras que Castro se volvió hacia la realidad social en búsqueda de una literatura nacional. Además de la gran producción en verso, escribió diez libros de prosa poética.
A ello debe añadirse las incursiones en el teatro y en los cuentos para niños. Sus obras en prosa tienen un contenido hermoso y de sabor poético. En ellas la claridad y la sencillez son extraordinarias, lo que hace que un mayor número de personas tengan acceso a su obra. En sus poemas de amor aparece como un lírico espléndido, y cuidó que en sus composiciones siempre estuviera presente la delicadeza, la melodía y el color. En 1954 publicó su primera antología personal de poesía denominada Selección poética. En 1962 apareció la segunda con el nombre de Obra selecta y en 1974, Poemas escogidos.
Carlos Saavedra fue colaborador de varios periódicos con columnas tituladas, en El Tiempo, "Zona Verde"; en El Colombiano, "La voz del viento", la cual continuó en El Mundo; y en El Diario, "Luminaria". Murió en Medellín, el 3 de abril de 1989. Los hijos crearon a su muerte la fundación Carlos Castro Saavedra para la promoción de la literatura. Castro Saavedra dejó una obra prolífica; como dramaturgo escribió Historia de un jaulero (1960) y El trapecista de vestido rojo. Como cuentista, 80 cuentos infantiles.

## Obras destacadas
Su cuento El Librero fue laureado con el premio Liceo Antioqueño en 1943; y publicó Jugando con el gato en 1986. Fue muy grande su producción de libros de poemas: Fusiles y luceros, publicado en 1946, Mi Llanto y Manolete en 1947, 33 poemas en 1949, Los ríos navegados y Camino de la patria en 1951, Música en la calle en 1952, Despierta joven América y Escrito en el infierno en 1953, El buque de los enamorados, Humo sobre la fiesta, Sonetos del amor y de la muerte en 1959, Toda la vida es lunes en 1963, Aquí nacen caminos en 1964, Caminos y montañas en 1966, Reciente paraíso, Hojas de la patria, Canciones para labriegos y Canciones infantiles en 1969.
También publicó, Breve antología, Poesías, El sol trabaja los domingos en 1972, Donde canta la rana, Los mejores versos, Una victoria y una canción, Las jaulas abiertas en 1982, Oda a Colombia en 1987 y Poesía rescatada en 1988. Otras obras de Carlos Castro Saavedra son: Elogio de los oficios (1961), Cosas elementales (1965), Elogio de la Ingeniería (1966), Cartilla popular (1969), El libro de los niños (1980), Cuadros de historia, Pedro Nel Gómez y sus frescos, Tierra habitable, Adán y Eva, Adán ceniza (Premio Jorge Isaacs, Cali 1982), Agua viva (1988) y Matrimonio de gatos (1988), algunas de ellas todavía inéditas .
Luis Carlos Molina
- Esta biografía fue tomada de la Gran Enciclopedia de Colombia del Círculo de Lectores, tomo de biografías.

## Obras relacionadas
- Fusiles y luceros (1946).

- Mi Llanto y Manolete (1947).

- 33 poemas (1949).

- Los ríos navegados (1951).

- Camino de la patria (1951).

- Música en la calle (1952).

- Despierta joven América (1953).

- Escrito en el infierno (1953).

- El buque de los enamorados (1959).

- Humo sobre la fiesta (1959).

- Sonetos del amor y de la muerte (1959).

- Toda la vida es lunes (1963).

- Aquí nacen caminos (1964).

- Caminos y montañas (1966).

- Reciente paraíso (1969).

- Hojas de la patria (1969).

- Canciones para labriegos (1969).

- Canciones infantiles en (1969).

Antologías Poéticas
- Selección poética (1954).

- Obra selecta (1962).

- Poemas escogidos (1974).

Obras de teatro
- Historia de un jaulero (1960).

- El trapecista de vestido rojo.

Otras Obras
- Breve antología (1972).

- Poesías (1972).

- El sol trabaja los domingos (1972).

- Donde canta la rana (1982).

- Los mejores versos (1982).

- Una victoria y una canción (1982).

- Las jaulas abiertas (1982).

- Oda a Colombia (1987).

- Poesía rescatada (1988).

- Elogio de los oficios (1961).

- Cosas elementales (1965).

- Elogio de la Ingeniería (1966).

- Cartilla popular (1969).

- El libro de los niños (1980).

- Cuadros de historia, Pedro Nel Gómez y sus frescos (1982).

- Tierra habitable (1982).

- Adán y Eva (1982).

- Adán ceniza (Premio Jorge Isaacs, Cali (1982).

- Agua viva (1988).

- Matrimonio de gatos (1988).

### Premio Carlos Castro Saavedra
Es epónimo del Premio Carlos Castro Saavedra, de la Fundación Carlos Castro Saavedra de Medellín.